# Reinhard C. Heinisch

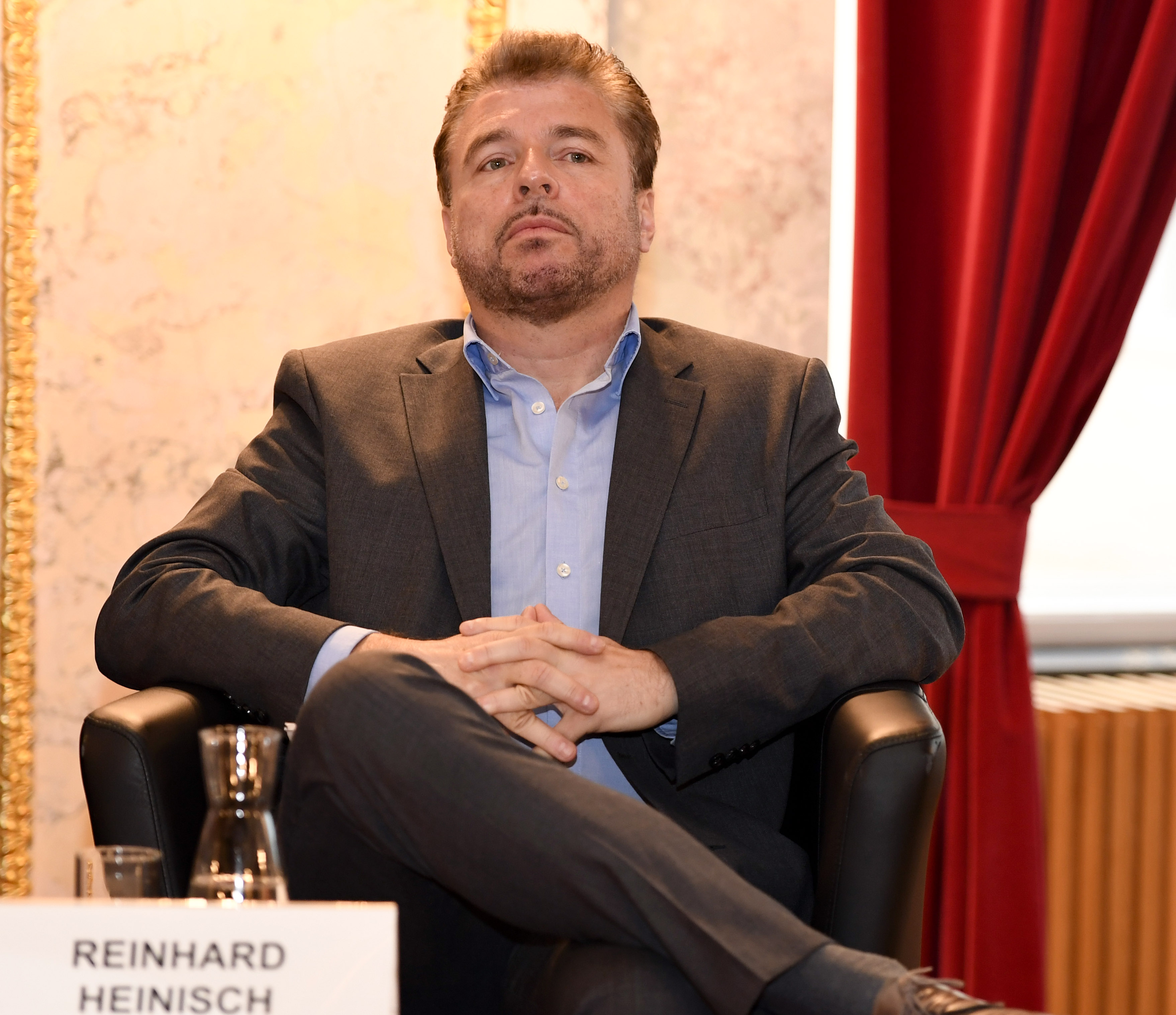
Reinhard C. Heinisch

Reinhard C. Heinisch (* 23. Februar 1963 in Klagenfurt) ist ein österreichischer Politikwissenschaftler und Hochschullehrer.

## Leben
Reinhard Heinisch wuchs teilweise in Villach auf. Nach seiner Matura im Jahr 1981 am Peraugymnasium in Villach studierte er ab 1983 an der Universität Wien Politikwissenschaften, 1986 ging er mit einem Fulbright-Stipendium in die Vereinigten Staaten, wo er 1987 an der Virginia Tech das Studium als Master of Arts und 1994 an der Michigan State University als Ph.D. abschloss.
Anschließend wechselte er an die University of Pittsburgh, wo er Professor für Politikwissenschaften und Direktor der Abteilung für Internationale Studien war. Seit September 2009 ist er an der Universität Salzburg Professor für Österreichische Politik in vergleichender europäischer Perspektive und Leiter des Fachbereichs Politikwissenschaft und folgte dort Herbert Dachs.
In seiner wissenschaftlichen Arbeit beschäftigt sich Heinisch unter anderem mit Fragen der österreichischen Politik im europäischen Kontext, besonders der vergleichenden Demokratie- und Populismusforschung, den politischen Parteien und Wahlverhalten. In früheren Jahren lag sein Forschungs- und Publikationsschwerpunkt auf der vergleichenden Arbeitsmarktpolitik. Er ist Autor von 12 Buchpublikationen und über 80 Fachpublikationen, davon 40 in führenden internationalen Zeitschriften wie European Journal of Political Research, West European Politics, und Journal of Common Market Studies. Seine Arbeit wurde u. a. durch Projektförderungen der Europäischen Union (Horizon 2020 Project Grant, Marie Curíe Fellowship) und des FWF unterstützt. Ein aktuelles Forschungsprojekt finanziert durch den Schweizer SNSF und den FWF beschäftigt sich mit der Erforschung von Populismus und Verschwörungstheorien.
Seit 2014 ist Reinhard Heinisch Lehrbeauftragter an der Renmin University of China in Peking und seit 2009 Faculty Affiliate des European Studies Center der University of Pittsburgh.
Von 2010 bis 2019 war Heinisch Leiter der Arbeitsgruppe zur Zukunft der Demokratie der Österreichischen Forschungsgemeinschaft. Er war auch Mitbegründer und akademischer Leiter der Summer University Carinthia und war 2016/17 Vorsitzender der Österreichischen Gesellschaft für Politikwissenschaft.
Reinhard Heinisch ist mit der Schriftstellerin Cvetka Lipuš verheiratet.
Heinisch ist Mitglied der österreichischen Fulbright-Kommission sowie des Wissenschaftlichen Beirates der Österreichischen Forschungsgemeinschaft und des Advisory Board des US-amerikanischen Botstiber Institute for Austrian-American Studies (BIAAS).

## Auszeichnungen
- 2017: Wissenschaftspreis der Margaretha Lupac Stiftung des Österreichischen Parlaments[16]

## Schriften (Auswahl)
- 2002: Populism, Proporz, and Pariah. Austria Turns Right: Austrian Political Change, Its Causes and Repercussions, Huntington NY: Nova Science Publishing, 2002, ISBN 978-1-59033-173-6
- 2004: Die FPÖ – Ein Phänomen im internationalen Vergleich. Erfolg und Misserfolg des identitären Rechtspopulismus. In: Österreichische Zeitschrift für Politikwissenschaft 3/2004: 247–261.
- 2016: Jung, muslimisch, österreichisch. Einblicke in 20 Jahre Muslimische Jugend Österreich, gemeinsam mit Farid Hafez, Raoul Kneucker und Regina Polak, New Academic Press, Wien 2016, ISBN 978-3-9503510-6-4
- 2016: Understanding Populist Party Organisation: The Radical Right in Western Europe, gemeinsam mit Oscar Mazzoleni, Palgrave Macmillan UK, London 2016, ISBN 978-1-137-58197-6
- 2017: Handbook on Political Populism (International Studies on Populism), gemeinsam mit Christina Holtz-Bacha und Oscar Mazzoleni, Nomos-Verlag 2017, ISBN 978-3-8487-2534-2
- 2019:The People and the Nation: Populism and Ethno-Territorial Politics in Europe gemeinsam mit Emanuele Massetti and Oscar Mazzoleni (Milton Park, UK: Routledge). ISBN 978-1-138-57802-9
- 2020: Kritisches Handbuch der österreichischen Demokratie: BürgerInnen, Verfassung, Institutionen, Verbände (Vienna: Böhlau 2020). ISBN 978-3-205-23183-7
- 2020: National Populismus Bildet/Populism and the Educational Dimension, Sammelband gemeinsam mit Patrick Duval and Manfred Oberlechner (Vienna: Wochenschau). ISBN 978-3-7344-0921-9
- 2021: Political Populism: Handbook on Concepts, Questions and Strategies for Research, Sammelband gemeinsam mit Oscar Mazzoleni, Christina Holtz-Bacha (Nomos). ISBN 978-3-8487-6617-8
- 2022: Demokratie nach 1945, Sammelband gemeinsam mit C. Kühberger, R., Klaushofer, M., Reiter (Böhlau), ISBN 978-3-205-21596-7. (vandenhoeck-ruprecht-verlage.com)